# Ono San Pietro

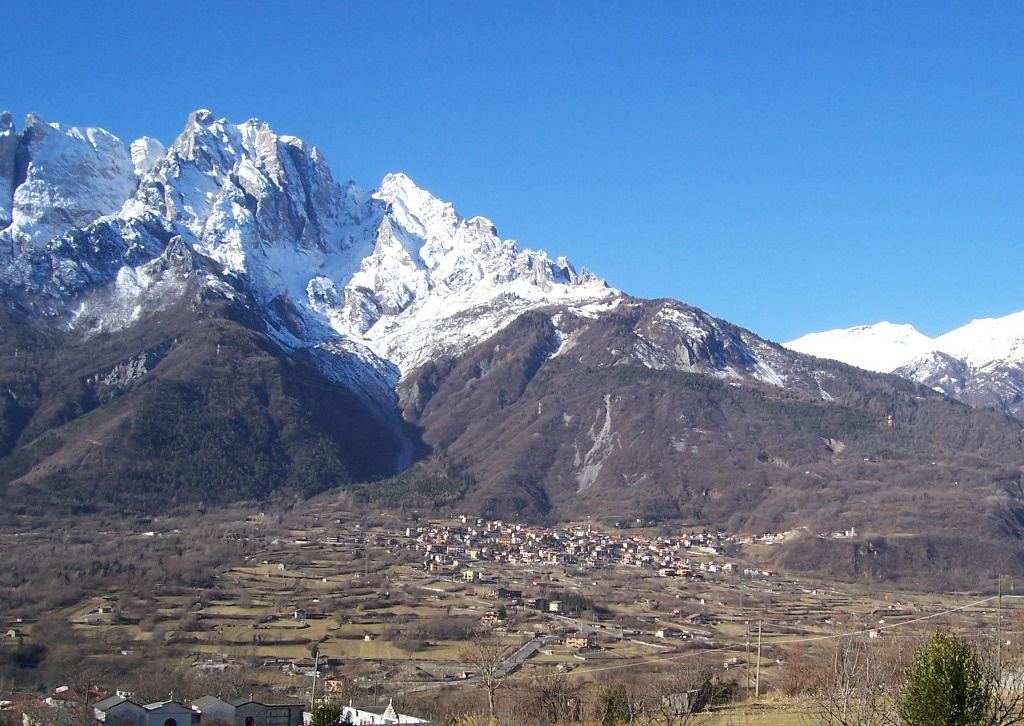
Ono San Pietro

Ono San Pietro ist eine norditalienische Gemeinde (comune) mit 953 Einwohnern (Stand 31. Dezember 2023) in der Provinz Brescia in der Lombardei. Die Gemeinde liegt etwa 53,5 Kilometer nordnordöstlich von Brescia im Valcamonica am Oglio.

## Geschichte
Die Gemeinde wird erstmals 1299 urkundlich erwähnt.